# Lázně Svatá Anna

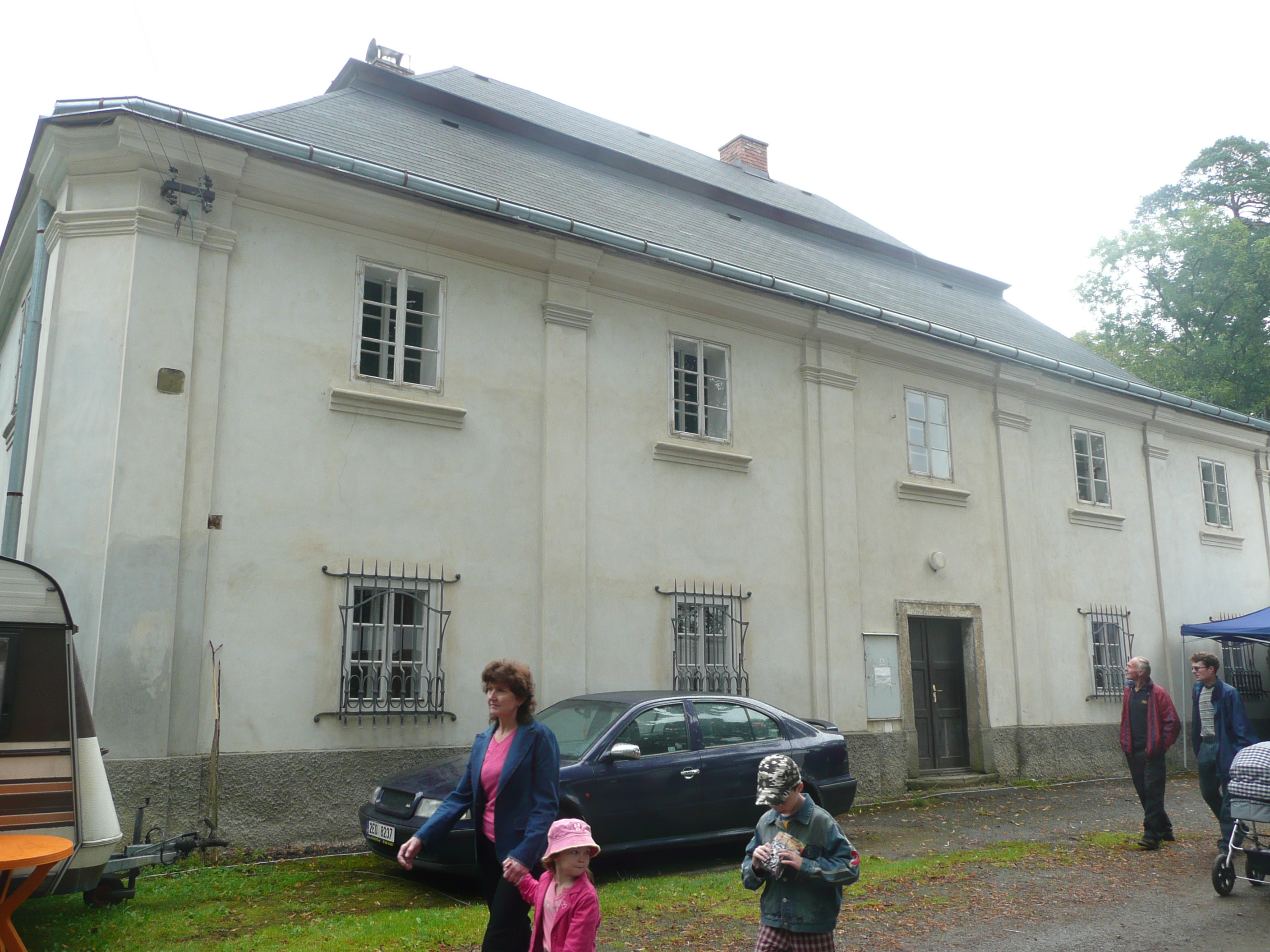
Budova bývalých lázní Svatá Anna

Bývalé lázně Svatá Anna stojí v areálu poutního místa Svatá Anna, nedaleko Pohledu, v okrese Havlíčkův Brod.

## Historie
Malá budova vodoléčebných lázní s hostincem byla vystavěna v roce 1858. Vybudovat je nechal tehdejší majitel pohledeckého panství hrabě Evžen Silva-Tarouca-Unwerth. V provozu ovšem nezůstaly dlouho. V roce 1887 totiž pramen vyschl, a ačkoliv se kopalo pod kapličkou i kolem ní, najít se jej nepodařilo. Nový pramen se nalezl až u staré myslivny a odtud byl sveden do studánky. Lázně tak svůj provoz ukončily a budova nadále fungovala jako hostinec, který prosperoval hlavně díky letním hostům. V roce 1955 přešel ze soukromých rukou do majetku spotřebního družstva Jednota. V roce 1970 byl hostinec uzavřen, poté se budova využívala jako sklad. Dnes[kdy?] je opět v soukromém vlastnictví.

## Popis
Jedná se o menší jednopatrovou budovu. V přízemí se rozprostíral sál, jídelna a dvojice místností vlastních lázní. V prvním patře pak bývaly pokoje hostů.